# Сокращение затрат
Сокращение затрат (англ. cost cutting) — непосредственное и прямое одноразовое действие, направленным на снижение уровня корпоративных расходов.

## Определение
По мнению ряда экономистов сокращение затрат — это непосредственное и прямое одноразовое действие, направленное на снижение уровня корпоративных расходов; наиболее эффективная мера по сокращению расходов для бизнеса, определяет точную сумму экономии и конкретную дату, когда экономия должна быть достигнута.
Большинство распространенных тактик, которые предприятия используют для достижения сокращения затрат, связаны с управлением персоналом (увольнения, сокращение заработной платы, сокращение льгот и т.п.). Инициативы, направленные на сокращение расходов с помощью таких методов, как снижение расходов на заработную плату, экономия необходимых ресурсов или консолидация офисных помещений для снижения расходов на объекты с целью улучшения финансового состояния организации. Меры по сокращению издержек часто используются для поддержания бизнеса в трудные экономические периоды.
Сокращение затрат — это меры, осуществляемые предприятиями для сокращения своих расходов и повышения прибыльности, применяются во время финансового кризиса компании или во время экономического спада. Они также могут быть введены в действие, если руководство предприятия ожидает проблемы с прибыльностью, где сокращение затрат может стать частью бизнес-стратегии. Меры по сокращению расходов обычно включают увольнение сотрудников, закрытие предприятий, сокращение офисов и оптимизацию цепочки поставок. В рамках стратегии сокращения затрат важно, чтобы предприятие не переоценивало затраты, оставляя его неподготовленной к повышенному спросу или в ситуации, когда оно может понести больше затрат.
Приступая к сокращению затрат, важно классифицировать затраты:
- хорошие затраты — затраты, которые фокусируются на росте компании и согласуются с клиентами компании и тем, как удовлетворить потребности этих клиентов;
- плохие затраты — затраты, которые не соответствуют стратегии роста компании, и растрачивают ресурсы впустую. Когда плохие затраты сокращаются, они могут высвободить ресурсы, которые могут быть использованы в более производительных целях.
- лучшие затраты — затраты, связанные с тем, что делает компанию уникальной, как она отличается от конкурентов и как она обеспечивает истинную ценность для своих клиентов.

## Мероприятия по сокращению затрат
В июне 2018 года финансовые директора крупных российских компаний поделились своим опытом по сокращению затрат, одним из самых жёстких и эффективных способов в краткосрочном периоде уменьшить свои корпоративные затраты. Ими были предложены следующие мероприятия:
- сокращение бизнес-процедур, смена поставщиков на более дешевых, переход на аутсорсинг по автоперевозкам, выплата премий по внедренным рац предложениям (провести аудит бизнес процессов, аудит непроизводственных затрат, инвентаризацию расходов, замотивировать персонал и устранить дублирующие процедуры);
- сокращение расходов на персонал (урезка зарплаты, сокращение рабочего дня, отправка персонала в отпуск за свой счёт, перевод сотрудников на удаленную работу, привлечение фрилансеров на пике работы или в сезон, внедрение единой тарифной ставки с региональными коэффициентами, внедрение KPI, сокращение премий, снижение командировочные расходы, временная отмена соцпакета, отказ от расходов на обучение, увольнение лишних сотрудников, централизовать должностные функции, обновить оргструктуру, смена отношения работников к активам компании как собственным);
- сокращение производственных затрат (исключение потерь из-за дублирования операций, переход на бережливое производство, создание поточного производственного процесса, исключение перепроизводства, сокращение времени производственных операций, ликвидация избыточных запасов, временный отказ от инвестиций в технологии, получение дополнительных скидок у поставщиков, внедрение совместных закупок у поставщиков, применение теории ограничений, внедрение системы противодействия мошенничеству, сокращение займов, унификация закупаемых материалов и комплектующих);
- сокращение коммерческих расходов (отказ от дорогих маркетинговых решений, внедрение регламента работы с покупателями, сокращение скидок покупателям, сокращение дебиторской задолженности, проведение аудита продаж, выплатить кредиты, внесение валютных оговорок в контракты с покупателями, внесение оговорок с поставщиками на форвардные контракты, недопущение затоваривания склада готовой продукции, закрытие убыточных и малорентабельных направлений (инвестиций) и предприятий в холдинге);
- сокращение общехозяйственных расходов (сокращение затрат на телефонную связь, ограничение доступа к сети интернет, переход на пакетное обслуживание, сокращение почтовых расходов, снижение электро- и теплопотребления, снижение офисных расходов, сокращение автопарка и услуг по обслуживанию, сдача в аренду свободные автотранспорт, уведомление арендодателей о желании снизить арендные платежи, смена офиса, централизовать подписку газет и журналов);
- централизация вспомогательных служб в структуре холдинга (создание единых внутри холдинга служб продаж, бухгалтерии, юридической, HR-служб, IT-служб и т.д.);
- увеличение рентабельности активов, сокращение расходов на обслуживание непрофильных активов (продажа нерентабельных активов, сдача их в аренду, законсервирование или отдача  их безвозмездно).